# Ја нисам девојка луталица
Ја нисам девојка луталица је први студијски албум Маје Маријане, издат 1992. године.